# مرقد يحيى (ساري)
مرقد يحيى (بالفارسية: امامزاده یحیی) هو مرقد شيعي تاريخي يعود إلى القرن التاسع الهجري، ويقع في مقاطعة ساري.